# Аглоби
Аглоби́ (азерб. Әғлаби, лезг. Агълаб, гор.-евр. Эгълеби) — село в Дербентском районе Республики Дагестан.
Образует муниципальное образование «село Аглоби» со статусом сельского поселения, как единственный населённый пункт в его составе.

## География
Селение расположено в 16 км к юго-западу от города Дербент, на правом берегу реки Рубас. Вдоль западной окраины села проходит федеральная автотрасса P217 «Кавказ».

## История
Аглоби — бывший горско-еврейский аул. Впервые упоминается в 1813 году. Земля, на которой располагался аул, принадлежала династии дербентских правителей из рода Аглобидов. В начале XX века, в селе стали селиться также и азербайджанцы из села Марага Табасаранского района. К 1930-м годам евреи полностью покинули село. В 1953 году в Аглоби были переселены жители упразднённого села Цилинг Курахского района.

## Население
| 1886  | 1895  | 1926  | 1939  | 1970  | 1989  | 2002  |
| ----- | ----- | ----- | ----- | ----- | ----- | ----- |
| 139   | ↗145  | ↗246  | ↗413  | ↗1131 | ↗2139 | ↘2035 |
| 2010  | 2012  | 2013  | 2014  | 2015  | 2016  | 2017  |
| ↗2341 | ↘2334 | ↗2378 | ↗2411 | ↘2393 | ↘2390 | ↘2371 |
| 2018  | 2019  | 2020  | 2021  | 2023  | 2024  | 2025  |
| ↘2334 | ↘2288 | ↘2280 | ↘1771 | ↘1753 | ↗1761 | ↘1719 |

Национальный состав
По материалам всесоюзной переписи населения 1926 года по Дагестанской АССР, в Аглаби Кулларского сельсовета Дербентского округа проживало: горских евреев — 165 человек (45 хозяйств), тюрков (азербайджанцев) — 69 человек (17 хозяйств), лезгин — 12 человек (2 хозяйства).
Национальный состав
По результатам Всероссийской переписи населения 2021 года:
| Народ         | Численность, чел. | Доля от всего населения, % |
| ------------- | ----------------- | -------------------------- |
| лезгины       | 1066              | 60,19 %                    |
| азербайджанцы | 640               | 36,14 %                    |
| табасараны    | 43                | 2,43 %                     |
| другие        | 22                | 1,24 %                     |
| всего         | 1771              | 100 %                      |

## Хозяйство
Основным видом деятельности населения является выращивание чеснока, перца и огурцов. В условиях благоприятного климата возделываются такие культуры как — гранат, хурма, хурма-королёк, инжир, виноград, айва и др.
Недалеко от села расположены солёные озёра («дузлахар»), из которых местное население добывает поваренную соль для засолки овощей.